# China COSCO Shipping
China COSCO Shipping Corporation Limited (中国远洋海运集团有限公司) — китайская государственная судоходная, логистическая и промышленная корпорация, входит в сотню крупнейших компаний страны. Основана в 2016 году в результате слияния активов государственных конгломератов COSCO и China Shipping Group. Штаб-квартира расположена в Шанхае.
По состоянию на 2020 год China COSCO Shipping являлась крупнейшей судоходной компанией мира, опережая по сумме выручки (44,6 млрд долл.) таких мировых гигантов, как Maersk Group (39,2 млрд долл.) и CMA CGM (30,2 млрд долл.).

## История

### COSCO
В 1958 году при Министерстве транспорта было основано Океанское судоходное бюро, в 1961 году на его основе была сформирована China Ocean Shipping Company (COSCO) — первая международная судоходная компания КНР. В том же году было открыто отделение COSCO в Гуанчжоу, за которым последовали отделения в Шанхае (1964), Тяньцзине (1970) и Циндао (1976). Грузовые и пассажирские суда COSCO начали регулярно совершать рейсы в Индонезию, Северную Корею, Японию, Западную Европу, Восточную Африку и Австралию. В 1975 году дедвейт флота COSCO превысил 5 млн тонн.
В 1978 году COSCO начала осуществлять контейнерные перевозки, в апреле 1979 года первое судно компании прибыло в порт США. В мае 1979 года Министерство транспорта реорганизовало региональные отделения COSCO в дочерние судоходные компании: бывшее отделение в Гуанчжоу стало Guangzhou Ocean Shipping Company, отделение в Шанхае — Shanghai Ocean Shipping Company, отделение в Тяньцзине — Tianjin Ocean Shipping Company, отделение в Циндао — Qingdao Ocean Shipping Company; в 1980 году была основана пятая дочерняя компания — Dalian Ocean Shipping Company (Далянь).
В 1980 году COSCO и Holland Parker Boat Group учредили в Роттердаме агентскую компанию Holland Transocean — первое зарубежное совместное предприятие, созданное COSCO. В 1988 году COSCO приобрела британскую агентскую компанию Zhonghao Shipping Agency (в 1989 году она была переименована в COSCO UK Ltd.), позже был создан центр технических услуг в Гамбурге. В феврале 1993 года China Ocean Shipping Company, Penavico, China Automobile Transportation Company и China Ship Fuel Supply Company совместно учредили многопрофильный конгломерат COSCO Group.
В октябре 1993 года COSCO Corporation (Singapore) Ltd. вышла на Сингапурскую фондовую биржу. В 1994 году была основана штаб-квартира COSCO, отвечавшая за контейнерные перевозки, а в 1995 году — дочерняя компания COSCO Bulk Carrier, отвечавшая за насыпные грузы. В 2002 году в Пекине была основана компания COSCO Logistics, а компания COSCO Shipping стала котироваться на Шанхайской фондовой бирже. В 2005 году флот COSCO насчитывал 615 судов дедвейтом свыше 35 млн тонн, выручка превысила 12 млрд юаней, компания стала крупнейшим в Китае и вторым по величине в мире судоходным предприятием. Активы COSCO увеличились с 135,4 млрд юаней в 2000 году до 312,4 млрд юаней в 2010 году.
В марте 2005 года в состав COSCO вошла China Ocean Shipping Tally Company (учёт и проверка грузов и контейнеров), а в конце 2005 года — компания Hainan COSCO Boao (центр выставок и конференций в Боао на острове Хайнань). В июне 2005 года компания China COSCO Holdings вышла на Гонконгскую фондовую биржу, а в июне 2007 года — на Шанхайскую фондовую биржу. В 2007 году COSCO впервые вошла в список Fortune Global 500, заняв в рейтинге 488-е место. В 2008 году COSCO получила концессию на эксплуатацию двух контейнерных терминалов в Пирейском порту сроком на 35 лет. В 2010 году COSCO продала свою долю в компании Sino-Ocean Land, выйдя из сектора недвижимости.

### China Shipping
В августе 1997 года в Шанхае была основана компания China Shipping Container Lines (контейнерные перевозки); в 2004 году она вышла на Гонконгскую фондовую биржу, а в 2007 году — на Шанхайскую фондовую биржу. В декабре 1997 года гонконгская компания Haixing Shipping была переименована в China Shipping Development, а в 2002 году она вышла на Шанхайскую фондовую биржу. Суда China Shipping Development специализировались на поставках в китайские порты нефти, сжиженного газа и угля.
В марте 1998 года была основана судоходная компания China Shipping (H.K.) Holdings, которая отвечала за развитие международных операций. Одним из крупнейших активов компании являлся контейнерный терминал в порту Лос-Анджелеса. Кроме этих трёх судоходных компаний в состав China Shipping Group входили China Shipping Industry (судостроение и судоремонт), China Shipping Investment (производство контейнеров) и Шанхайский исследовательский институт судов и судоходства.

### China COSCO Shipping

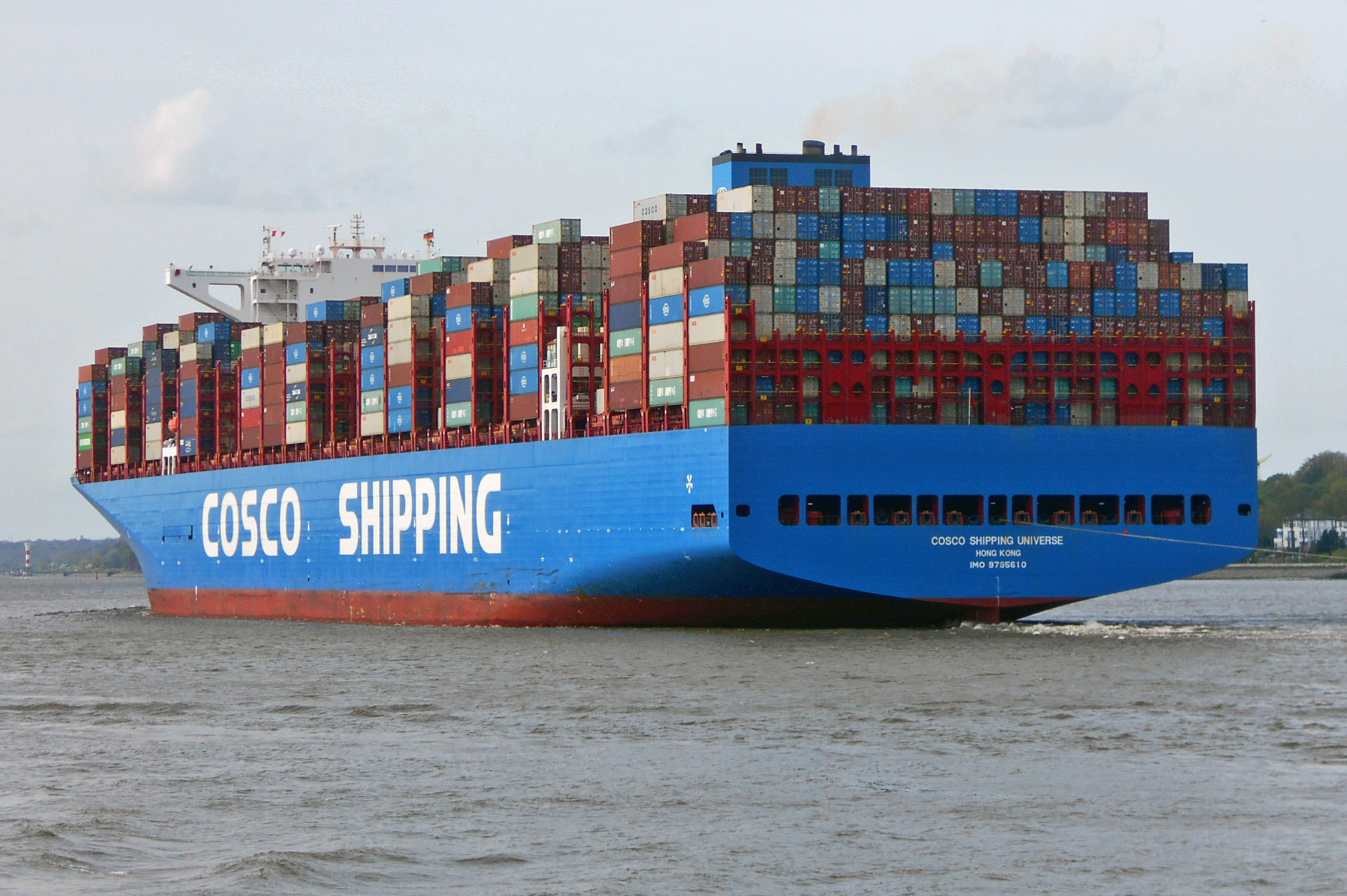
Контейнеровоз COSCO Shipping

В январе 2016 году по решению Госсовета Китая активы COSCO Group и China Shipping Group (включая три листинговые компании — China COSCO Holdings, China Shipping Container Lines и COSCO Pacific) были объединены в China COSCO Shipping Corporation. Председатель правления China Shipping Group Сюй Лижун занял пост председателя правления China COSCO Shipping. В августе 2016 года China COSCO Shipping приобрела контрольный пакет акций греческого порта Пирей. В 2018 году COSCO Shipping Holdings (Шанхай) приобрёл за 6,3 млрд долл. гонконгскую компанию Orient Overseas International, которая владела крупным контейнерным оператором Orient Overseas Container Line (OOCL). В 2019 году COSCO Shipping Ports приобрела 60 % акций терминала в перуанском порту Чанкай, а дочерняя компания Orient Overseas International продала контейнерный терминал в Лонг-Бич за 1,8 млрд долларов австралийской финансовой компании Macquarie Group.
Благодаря китайским инвестициям порт Пирей поднялся с 93-й позиции в 2010 году на 26-ю в 2020 году в мировом рейтинге контейнерных портов. В октябре 2021 года COSCO Shipping Group завершила покупку 67 % акций управляющей компании греческого порта Пирей. В июне 2023 года China COSCO Shipping приобрела у логистической группы HHLA долю в размере 24,99 % компании Container Terminal Tollerort (CTT) — оператора одного из контейнерных терминалов в порту Гамбурга. В ноябре 2024 года в Перу открылся морской порт Чанкай, 60 % которого принадлежит COSCO Shipping Ports — портовому подразделению холдинга China COSCO Shipping.

## Деятельность

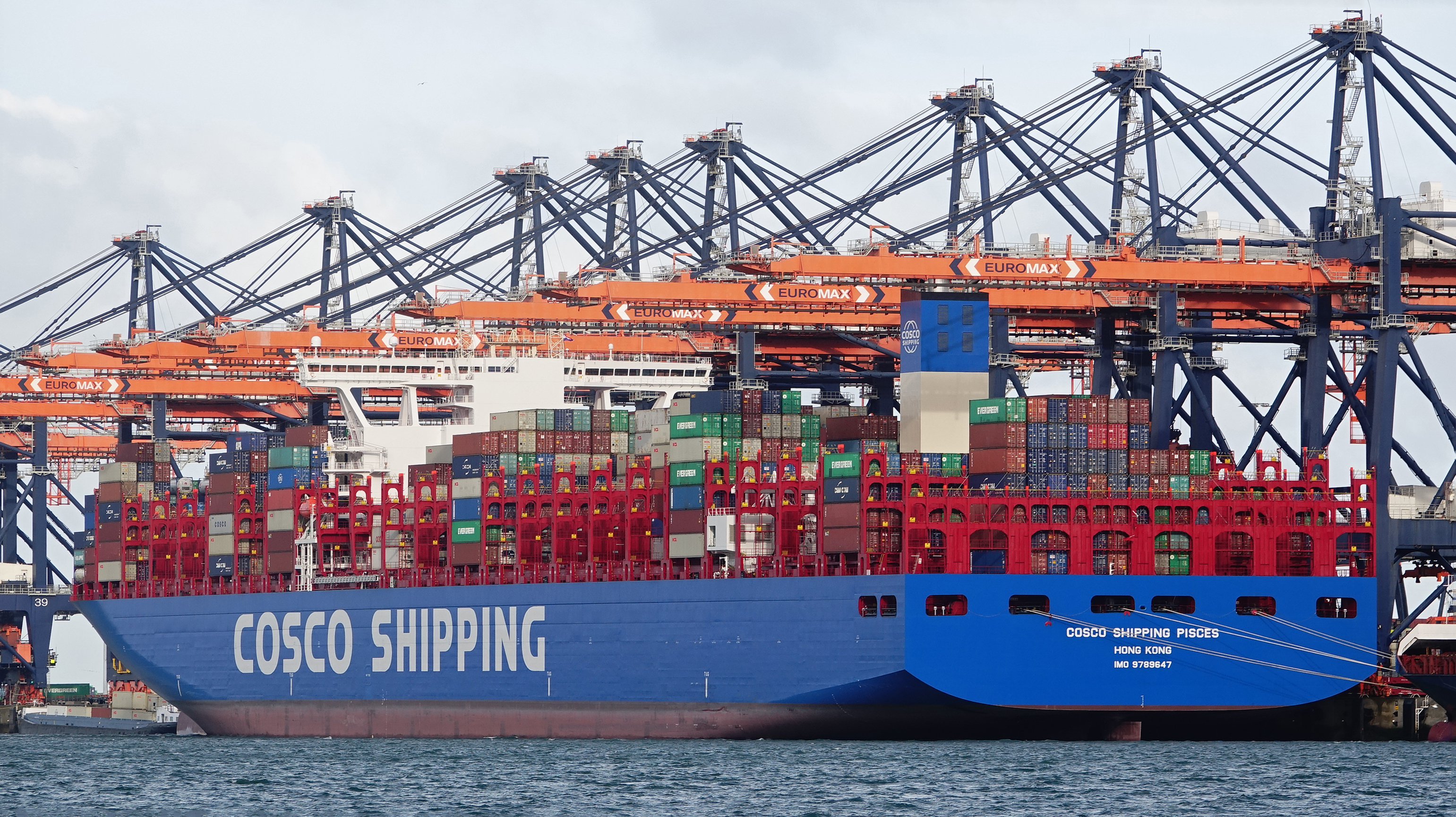
Контейнеровоз COSCO Shipping

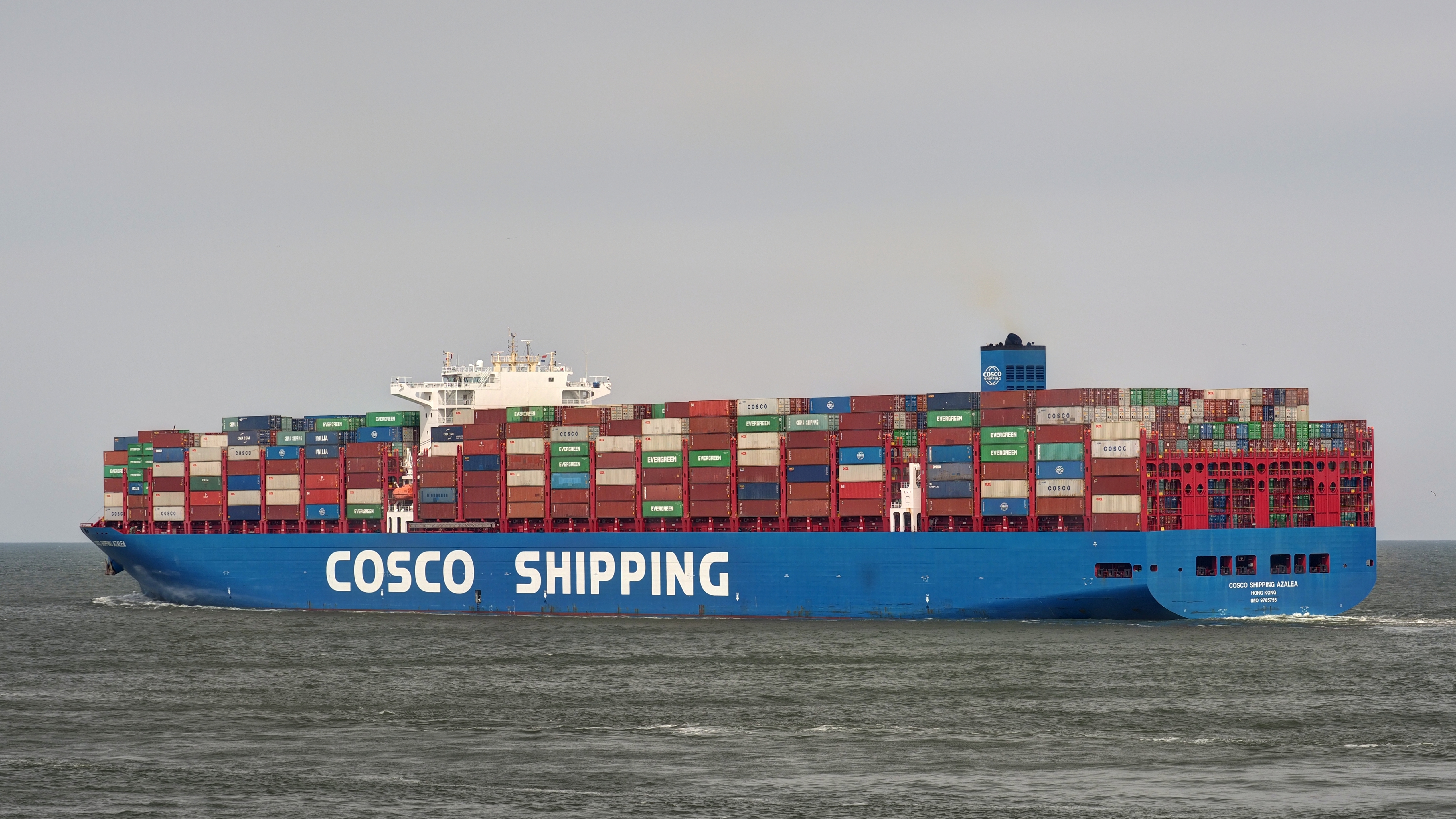
Контейнеровоз COSCO Shipping

По состоянию на 31 марта 2021 года флот COSCO Shipping насчитывал 1362 судна общим дедвейтом 111,6 млн тонн, занимая по этому показателю первое место в мире. Грузоподъёмность контейнерного флота компании составляла 3,14 млн TEU, занимая третье место в мире. Флот сухогрузов (431 судно дедвейтом 42,64 млн тонн), танкеров (221 судно дедвейтом 28,74 млн тонн) и специализированных грузовых судов (149 судов дедвейтом 4,53 млн тонн) компании занимал первое место в мире.
China COSCO Shipping является совладельцем 58 портовых терминалов по всему миру, включая 51 контейнерный терминал. Корпорация занимает первое место в мире по таким показателям, как годовая пропускная способность контейнерных терминалов (129,4 млн TEU) и годовой объём продаж бункерного топлива (28,2 млн тонн), а также второе место в мире по объёму лизинга контейнеров (3,7 млн. TEU). Поставки топлива морским судам осуществляются через совместные предприятия с PetroChina и Sinopec.
Важной сферой деятельности China COSCO Shipping является транспортировка контейнеров из китайских портов железнодорожным транспортом в Центральную Азию и Западную Европу. Также дочерние структуры China COSCO Shipping занимаются судостроением, судоремонтом, производством контейнеров, морского оборудования и антикоррозийных покрытий, оказывают различные деловые и финансовые услуги в области морских перевозок, логистики, туризма, выставок и недвижимости.

## Структура

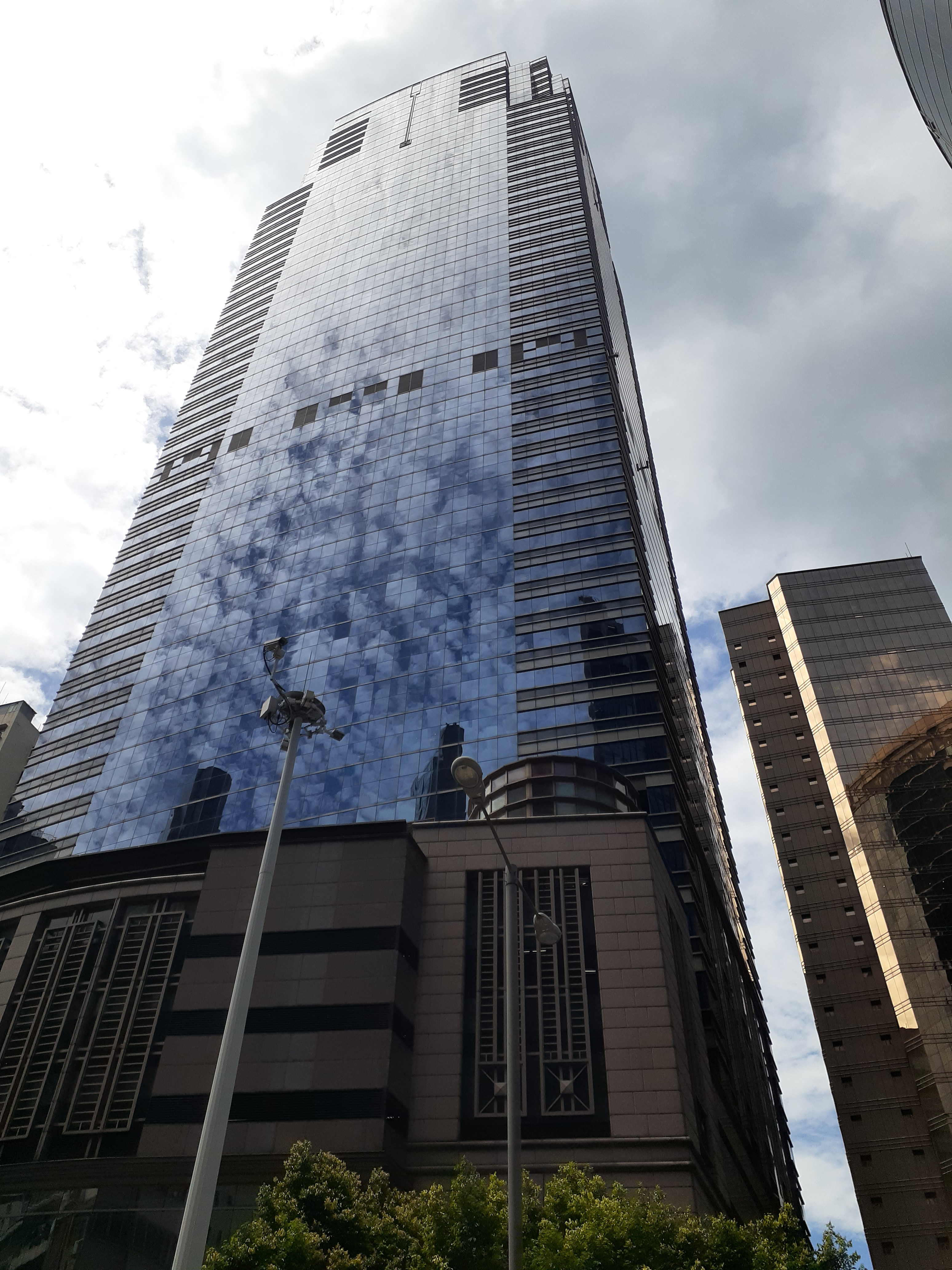
Гонконгский офис компании

В состав China COSCO Shipping входят десятки дочерних и аффилированных компаний: 
- COSCO Shipping Holdings (контейнерные перевозки)[29][30]
  - COSCO Shipping Lines
  - Orient Overseas Container Line
- COSCO Shipping Bulk (перевозки сухогрузами)
- COSCO Shipping Energy Transportation (танкерные перевозки)
- COSCO Shipping Specialized Carrier (перевозки автомобилей, древесины, асфальта и других грузов)
- COSCO Shipping Xiamen (пассажирские перевозки)
- COSCO Shipping Ferry (пассажирские перевозки)
- COSCO Shipping Ports (управление портовыми терминалами)
- COSCO Shipping Logistics (управление цепочками поставок)
  - China Ocean Shipping Agency (агентирование)
  - COSCO Shipping Agency (агентирование)
  - China Ocean Shipping Tally (учёт и проверка грузов и контейнеров)
- COSCO Shipping Development (лизинг судов, оборудования, терминалов и складов, страхование рисков)
  - Florens Asset Management (лизинг контейнеров)
  - Dong Fang International Asset Management (лизинг контейнеровозов)
- COSCO Shipping Heavy Industry (производство и ремонт грузовых судов, морских платформ и корабельного оборудования)
- COSCO Shipping Technology (морские и портовые услуги)
  - China Marine Bunker (поставки бункерного топлива и воды)
  - China Shipping & Sinopec Suppliers (поставки бункерного топлива)
- COSCO Shipping Seafarer Management (управление судами и подбор экипажей)
- COSCO Shipping Property (управление недвижимостью)
- COSCO Shipping International (торговля, финансовые услуги, недвижимость и инвестиции)
  - COSCO Shipping Freight Service (агентирование и логистика)
    - Penavico Hong Kong (агентирование и логистика)

  - COSCO Shipping Industry & Trade (инвестиции в инфраструктуру, энергетику, информационные технологии и промышленность)
    - COSCO Shipping Network (информационные технологии)
    - Smart Watch Assets (скоростные автомагистрали)
    - New Century Decal (производство транспортных наклеек и знаков)
    - COSCO Aluminum Developments (производство алюминиевых изделий)
    - Hop Hing Marine Industrial (судоремонт)

  - COSCO Shipping Property Development (недвижимость и лизинг)
    - COSCO International Travel (туризм и бронирование)
    - Hong Kong COSCO Hotel Management (гостиничный бизнес)
    - COSCO Jinjiang Development (гольф-клуб в Цюаньчжоу)
    - Beijing Jinghua Golf Club (гольф-клуб в Пекине)
    - Jiangmen Yuan Hui Property (недвижимость)

  - Beijing COSCO Shipping Investment (недвижимость, гостиничный бизнес и аренда автомобилей)
  - COSCO Insurance Brokers (страхование)
  - COSCO Shipping Ship Trading (торговля судами)
  - COSCO Yuantong Marine Service (поставки оборудования и запчастей для судов и портов)
  - Sinfeng Marine Services (поставки топлива для судов)
  - Double Rich (поставки топлива и воды для судов)
  - COSCO Shipping International Trading Company (поставки стройматериалов и запчастей для судов)
  - COSCO Kansai Paint & Chemicals (производство антикоррозийных красок)
  - Jotun COSCO Marine Coatings (производство антикоррозийных красок)
- Шанхайский исследовательский институт судов и судоходства
- Морской колледж океанского судоходства (Циндао)

Акции нескольких компаний из состава China COSCO Shipping котируются на фондовых биржах: COSCO Shipping Ports (Гонконгская фондовая биржа), COSCO Shipping Holdings (Гонконгская и Шанхайская фондовые биржи), Orient Overseas International (Гонконгская фондовая биржа), COSCO Shipping Energy Transportation (Гонконгская и Шанхайская фондовые биржи), COSCO Shipping Development (Гонконгская и Шанхайская фондовые биржи), COSCO Shipping International (Гонконгская фондовая биржа).

### Портовые терминалы

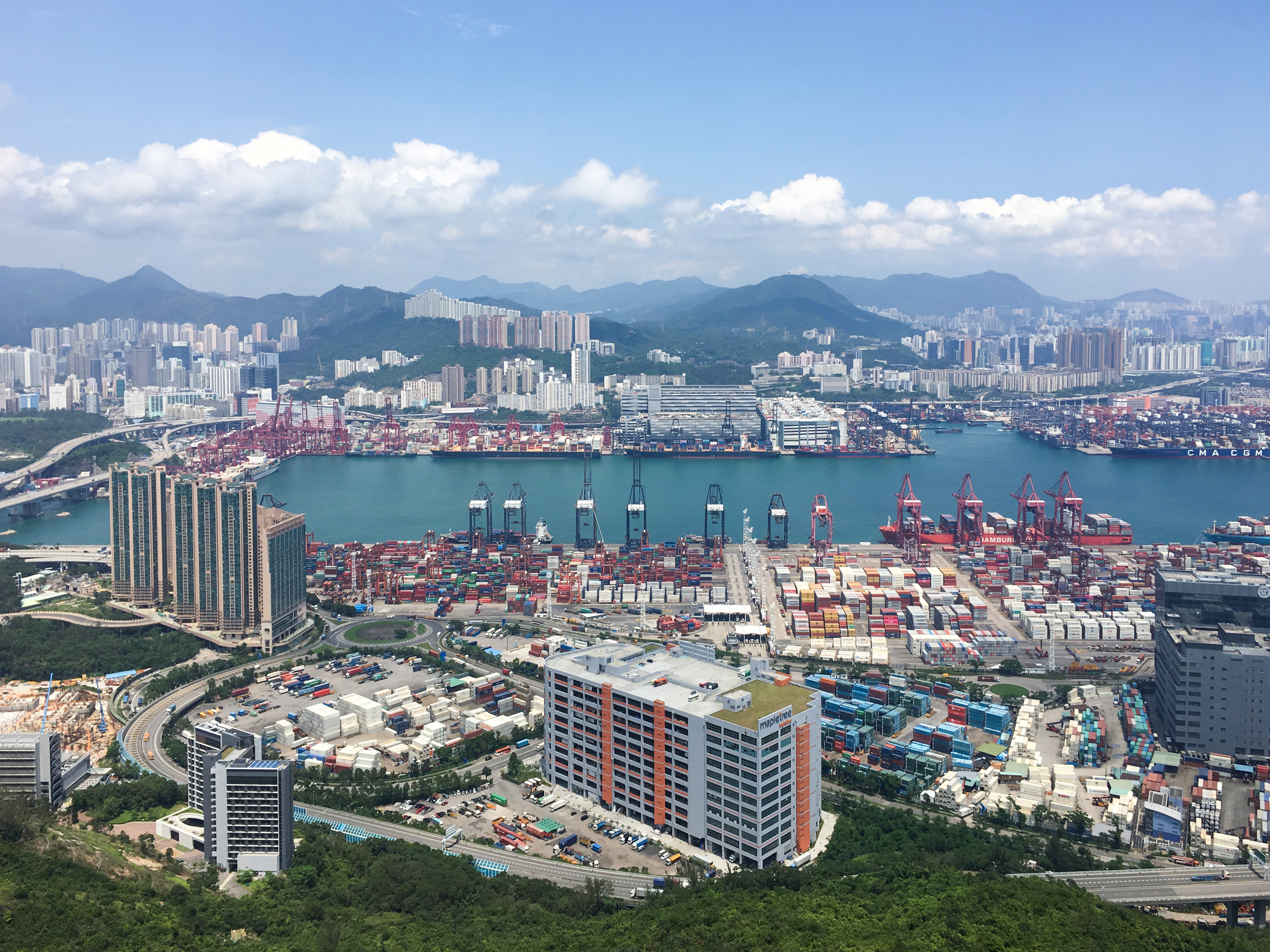
Контейнерные терминалы в порту Гонконга

China COSCO Shipping владеет терминалами или имеет долю в терминалах в следующих портах:
- Контейнерные терминалы в Китае — Цзиньчжоу, Циньхуандао, Тяньцзинь, Инкоу, Далянь, Циндао, Ляньюньган, Наньтун, Тайцан, Шанхай, Нинбо, Цюаньчжоу, Цзиньцзян, Сямынь, Шэньчжэнь, Гонконг, Гуанчжоу и Циньчжоу.
- Контейнерные терминалы за рубежом — Гаосюн, Пусан, Сингапур, Абу-Даби, Порт-Фуад, Пирей, Стамбул, Вадо-Лигуре, Валенсия, Бильбао, Зебрюгге, Антверпен, Роттердам, Сиэтл и Чанкай.
- Автомобильные терминалы — Далянь.
- Рудные терминалы — Циндао.
- Насыпные терминалы — Ухань.

Кроме морских терминалов, China COSCO Shipping владеет долей в железнодорожном транзитном терминале в Хоргосе на границе Казахстана с Китаем.

### Судостроение и судоремонт
Заводы COSCO Shipping Heavy Industry расположены в Шанхае (производство грузовых судов и судоремонт), Наньтуне (судоремонт), Цидуне (производство барж и оборудования для морских добывающих платформ), Янчжоу (производство грузовых судов), Нанкине (производство дизельных двигателей, а также другого морского оборудования и запчастей), Чжоушане (производство грузовых судов), Даляне (производство грузовых судов и морских добывающих платформ), Вэйхае (производство морского оборудования и запчастей), Дунгуане (производство грузовых судов и ветроэнергетических морских платформ) и Гуанчжоу (производство катеров, катамаранов и судоремонт). Кроме того, в Даляне и Наньтуне работают совместные предприятия COSCO Shipping Heavy Industry и Kawasaki Heavy Industries по производству сухогрузов и контейнеровозов.

### Производство покрытий
Заводы COSCO Kansai Paint & Chemicals (совместное предприятие COSCO Shipping International и японской компании Kansai Paint) расположены в Шанхае, Тяньцзине и Чжухае; они производят антикоррозийные покрытия для судов, контейнеров, мостов, портовых кранов, аэропортов и промышленных предприятий. Завод корабельных красок Jotun COSCO Marine Coatings (совместное предприятие COSCO Shipping International и норвежской компании Jotun) расположен в Циндао.

### Другие активы
Также China COSCO Shipping владеет 22 % акций производителя морского, портового и авиационного оборудования China International Marine Containers (Шэньчжэнь) и 17 % акций грузовой авиакомпании China Cargo Airlines (Шанхай). Зарубежные дочерние компании China COSCO Shipping базируются в Греции, Германии, США, Японии, Южной Корее, Сингапуре, Австралии, Танзании и на Тайване. Совместное предприятие China COSCO Shipping и Mitsui O.S.K. Lines занимается транспортировкой сжиженного природного газа из России. Дочерняя компания Orient Overseas International владеет офисной недвижимостью в Гонконге и Нью-Йорке.

## Галерея

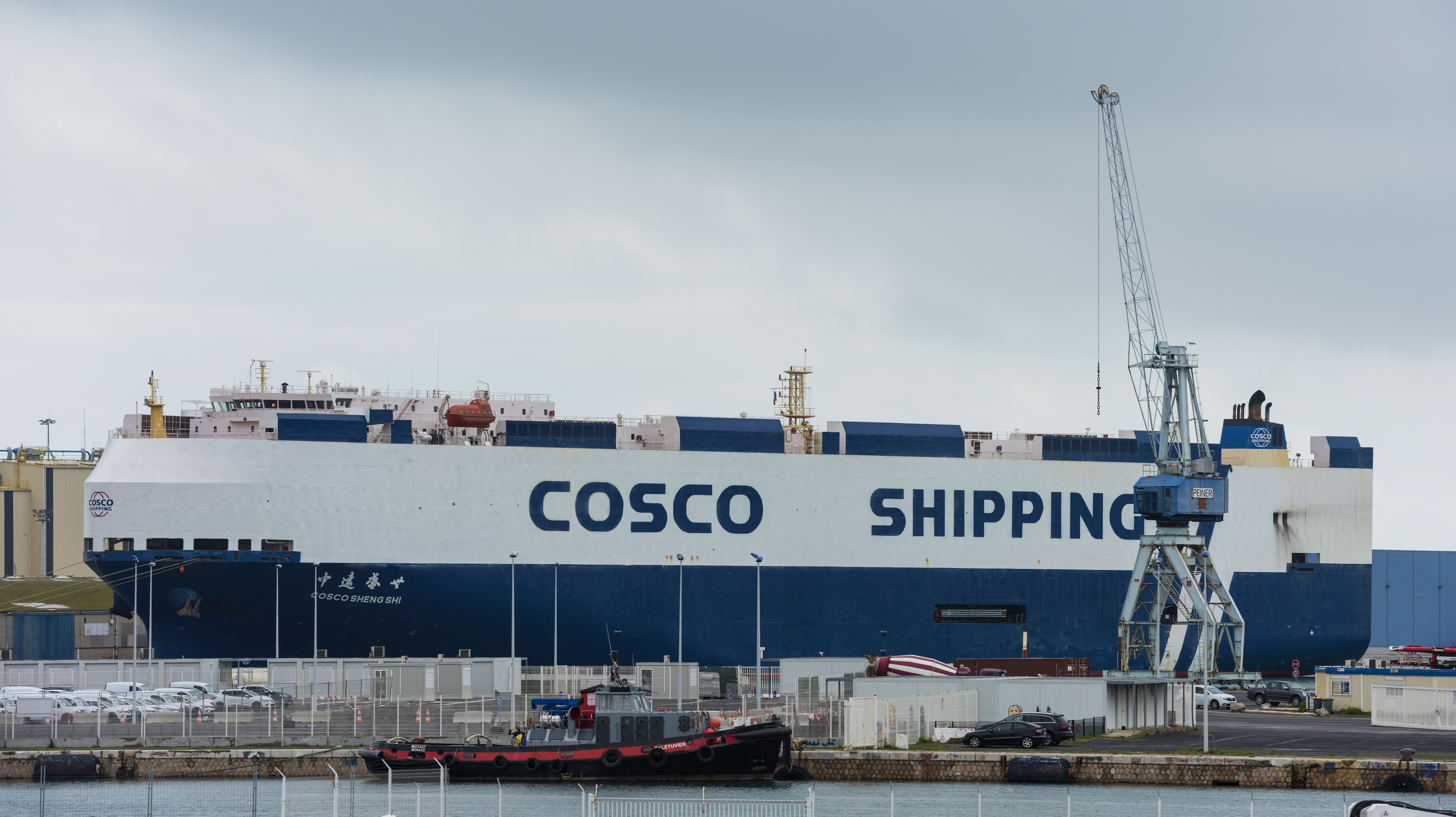
Ролкер COSCO Shipping
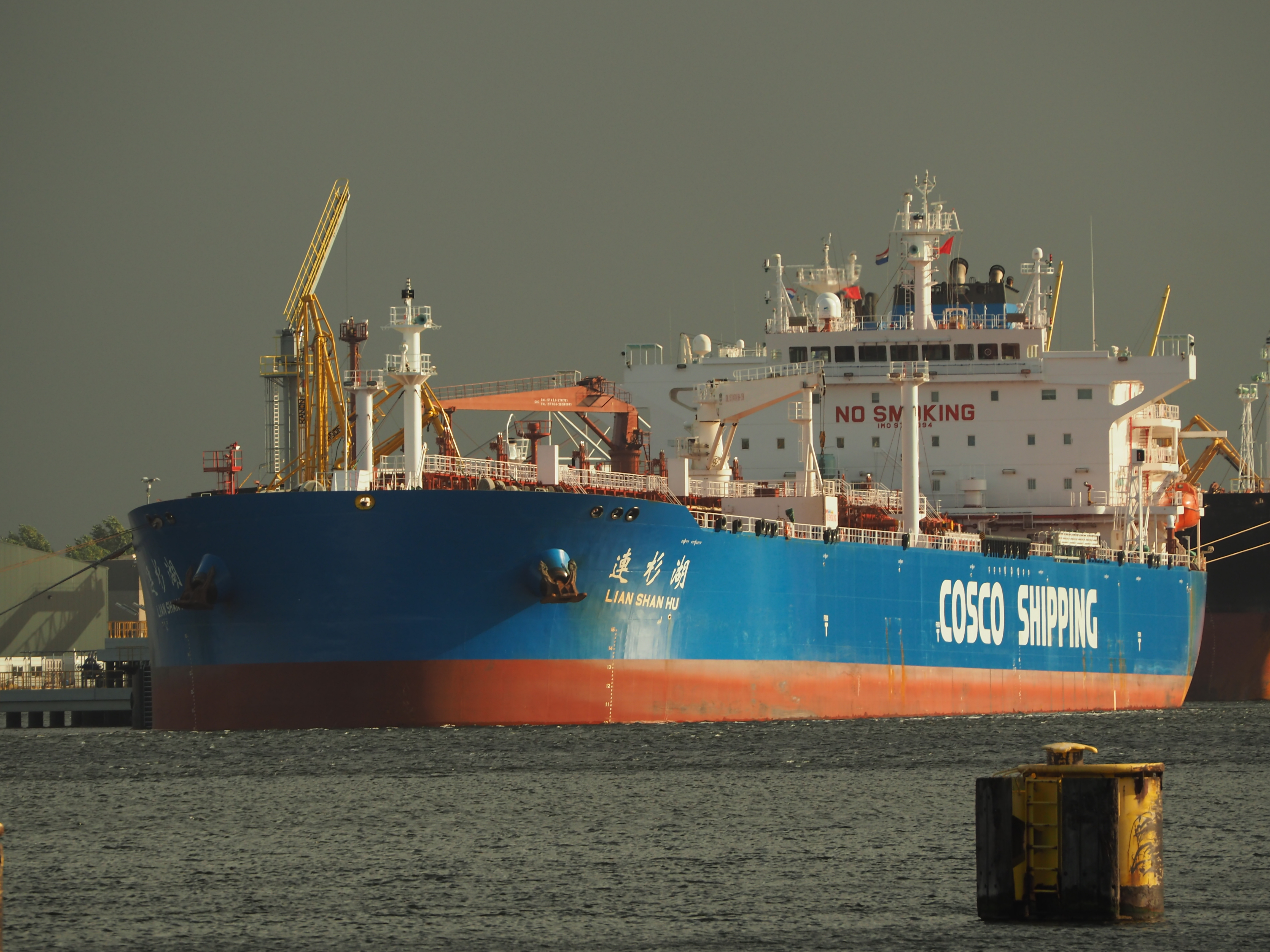
Танкер COSCO Shipping
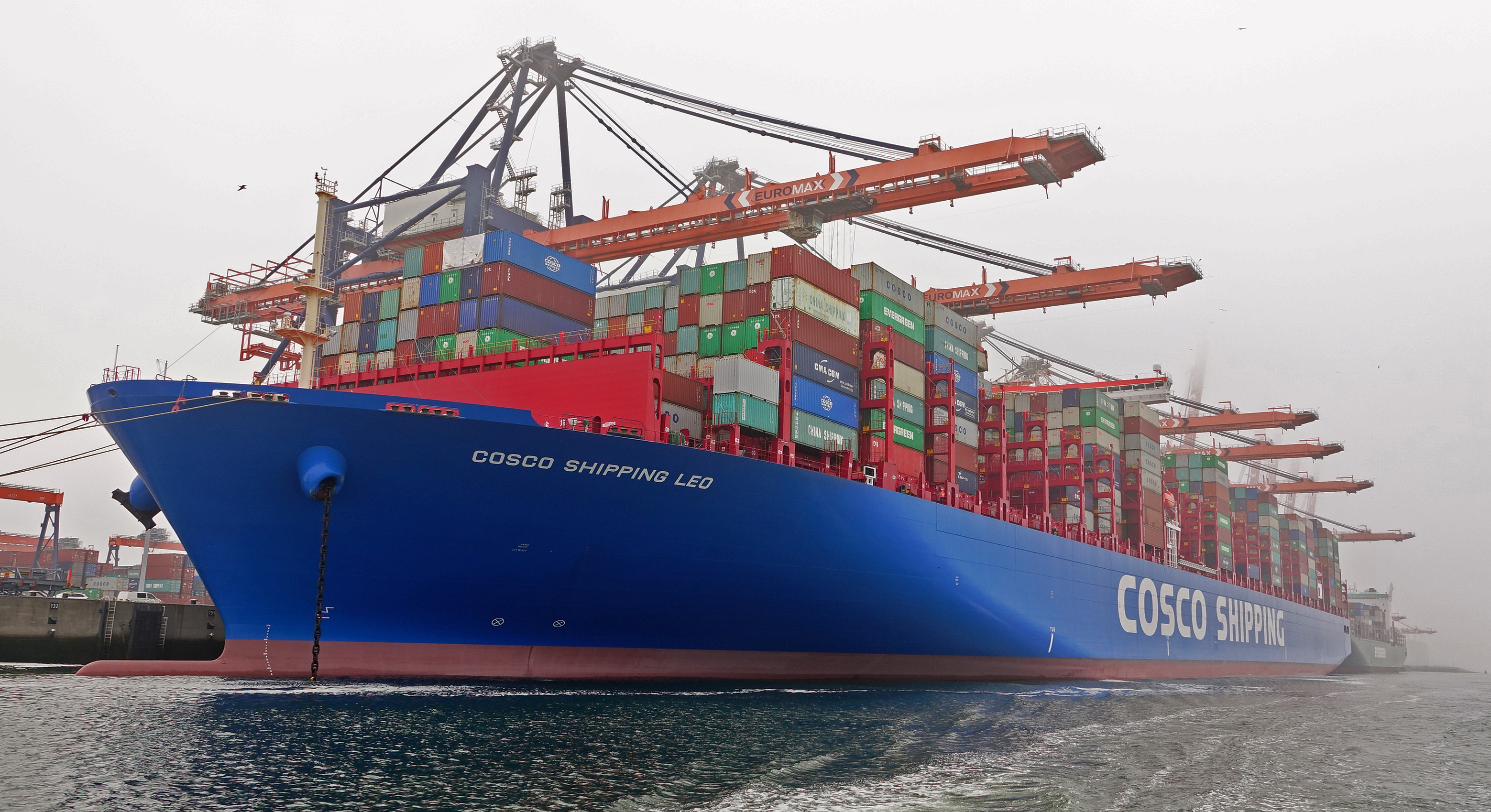
Контейнеровоз COSCO Shipping
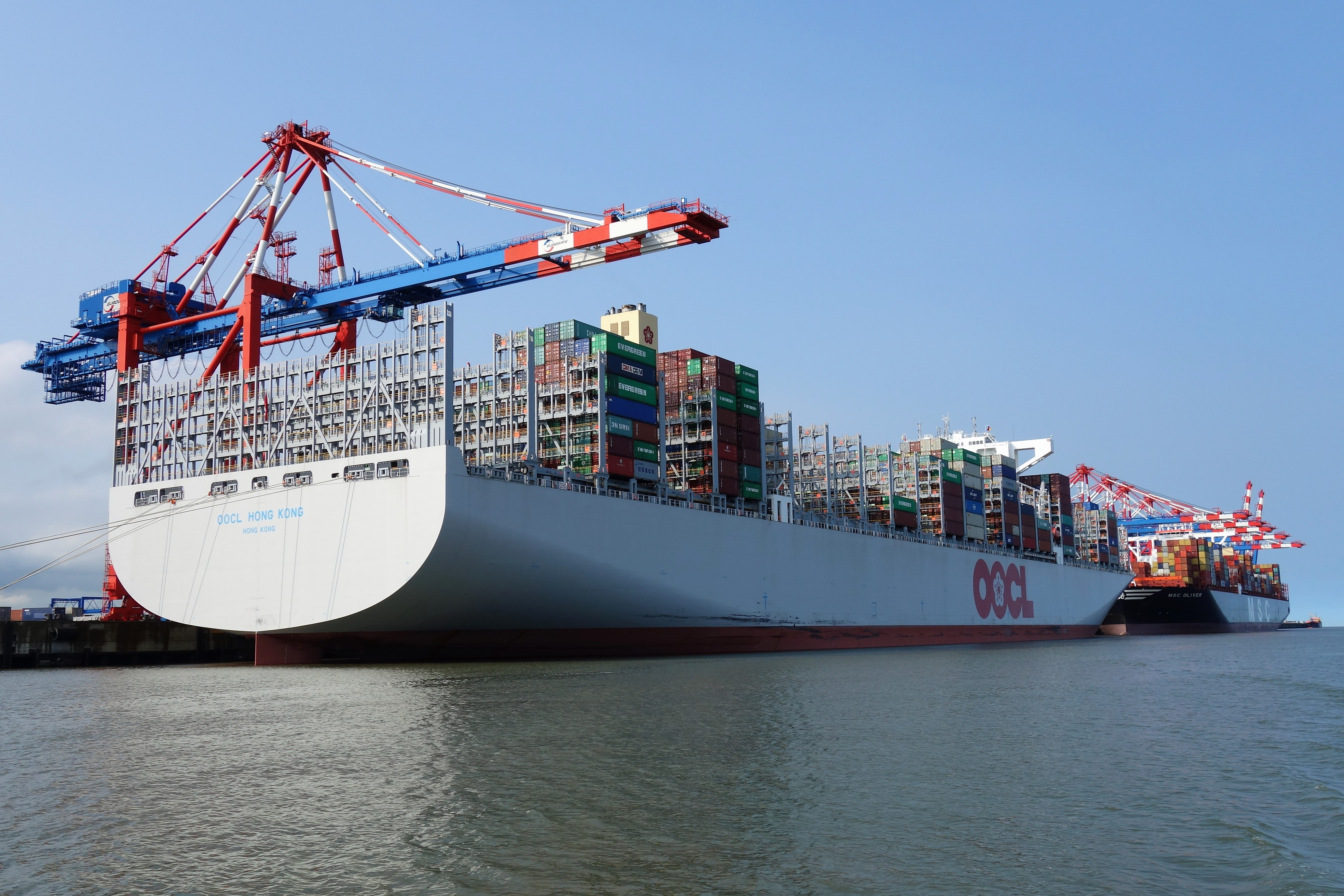
Контейнеровоз OOCL
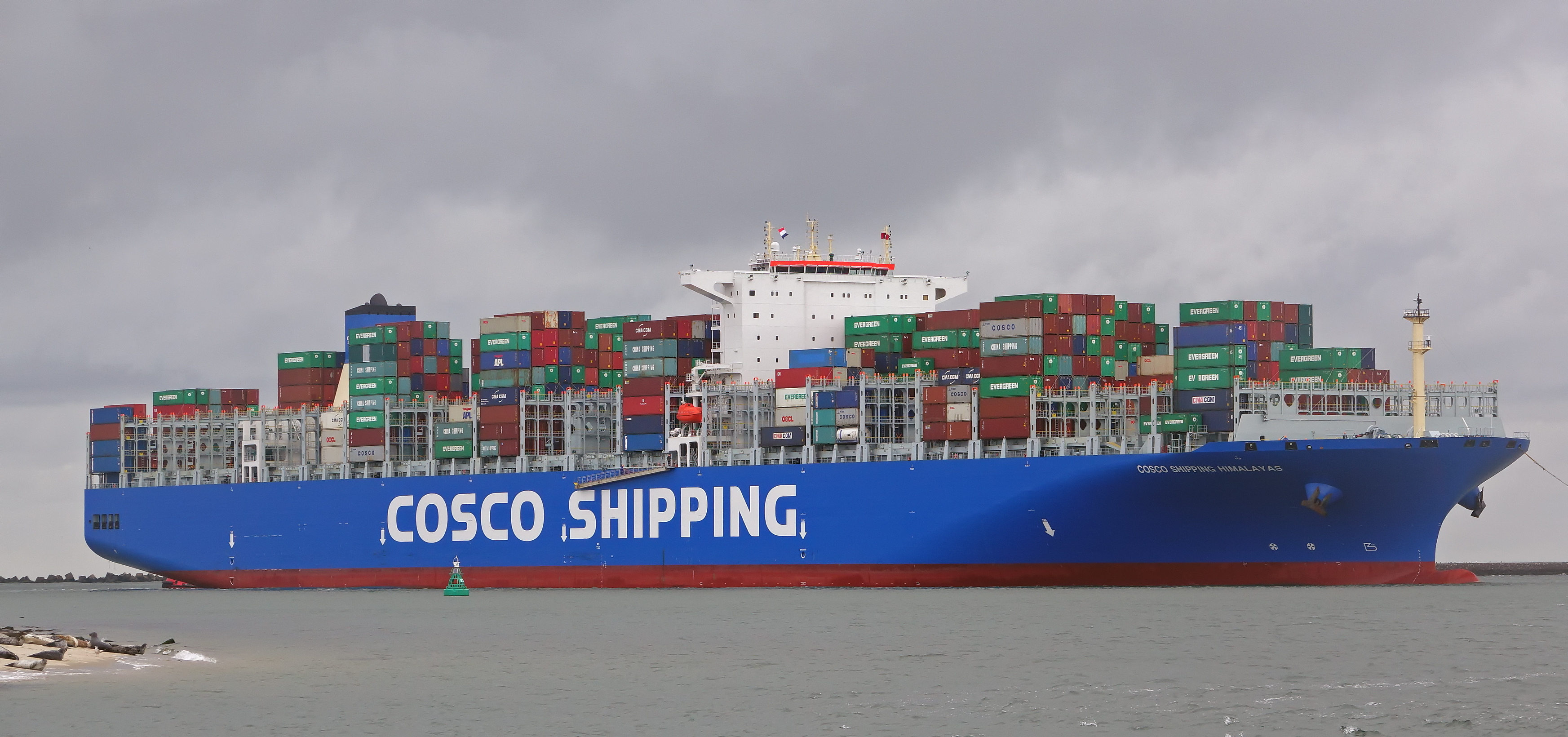
Контейнеровоз COSCO Shipping
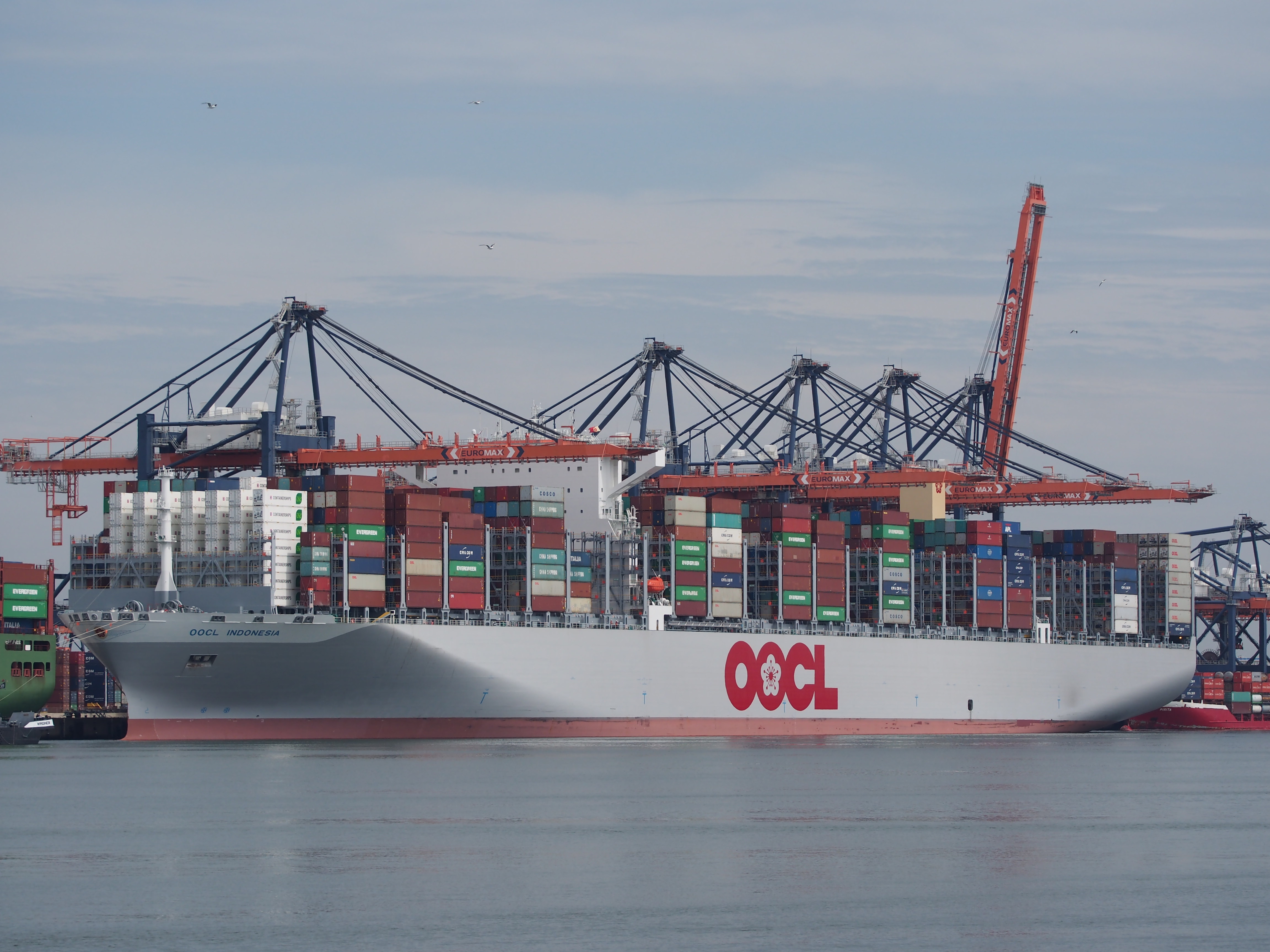
Контейнеровоз OOCL
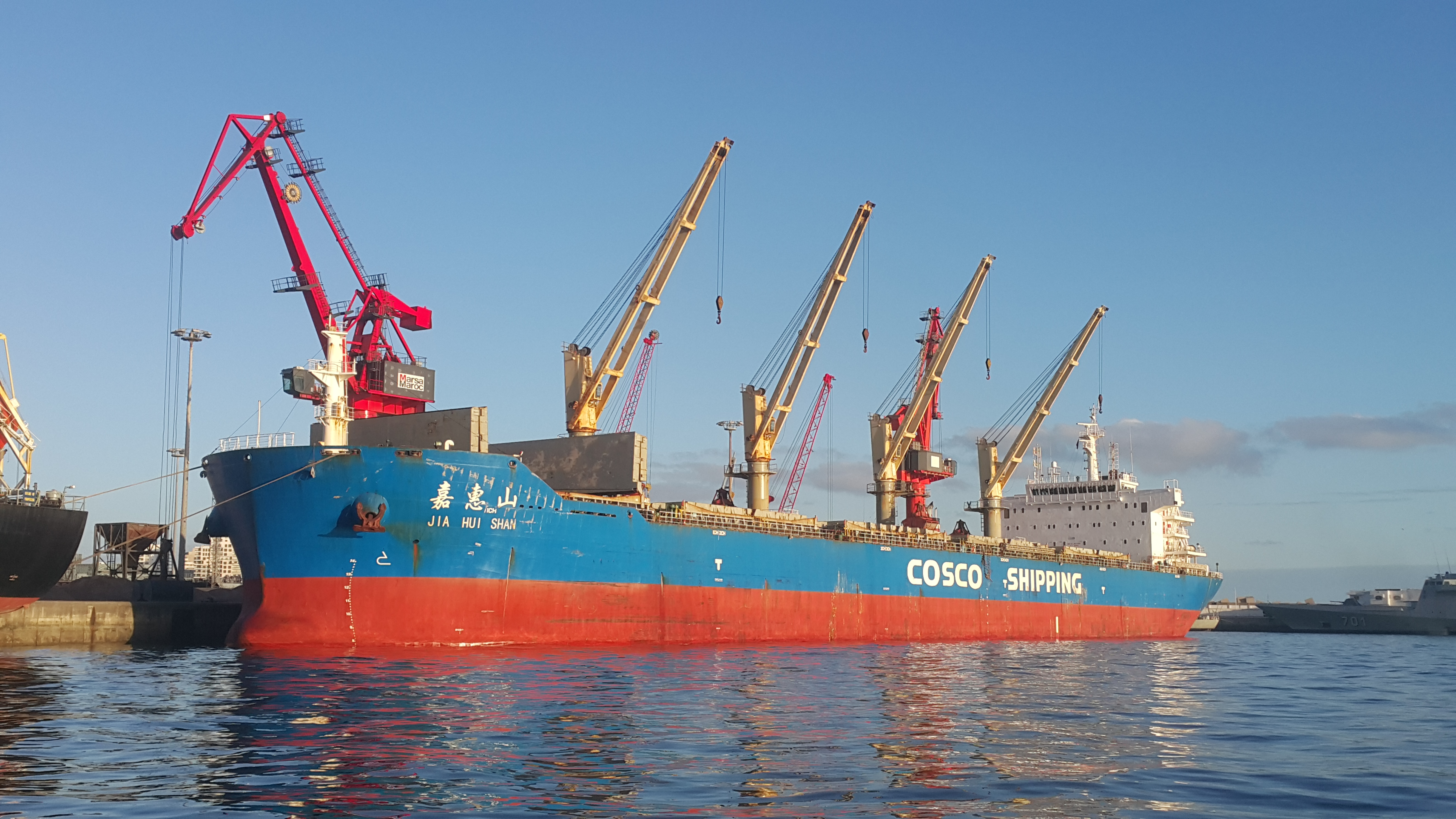
Сухогруз COSCO Shipping
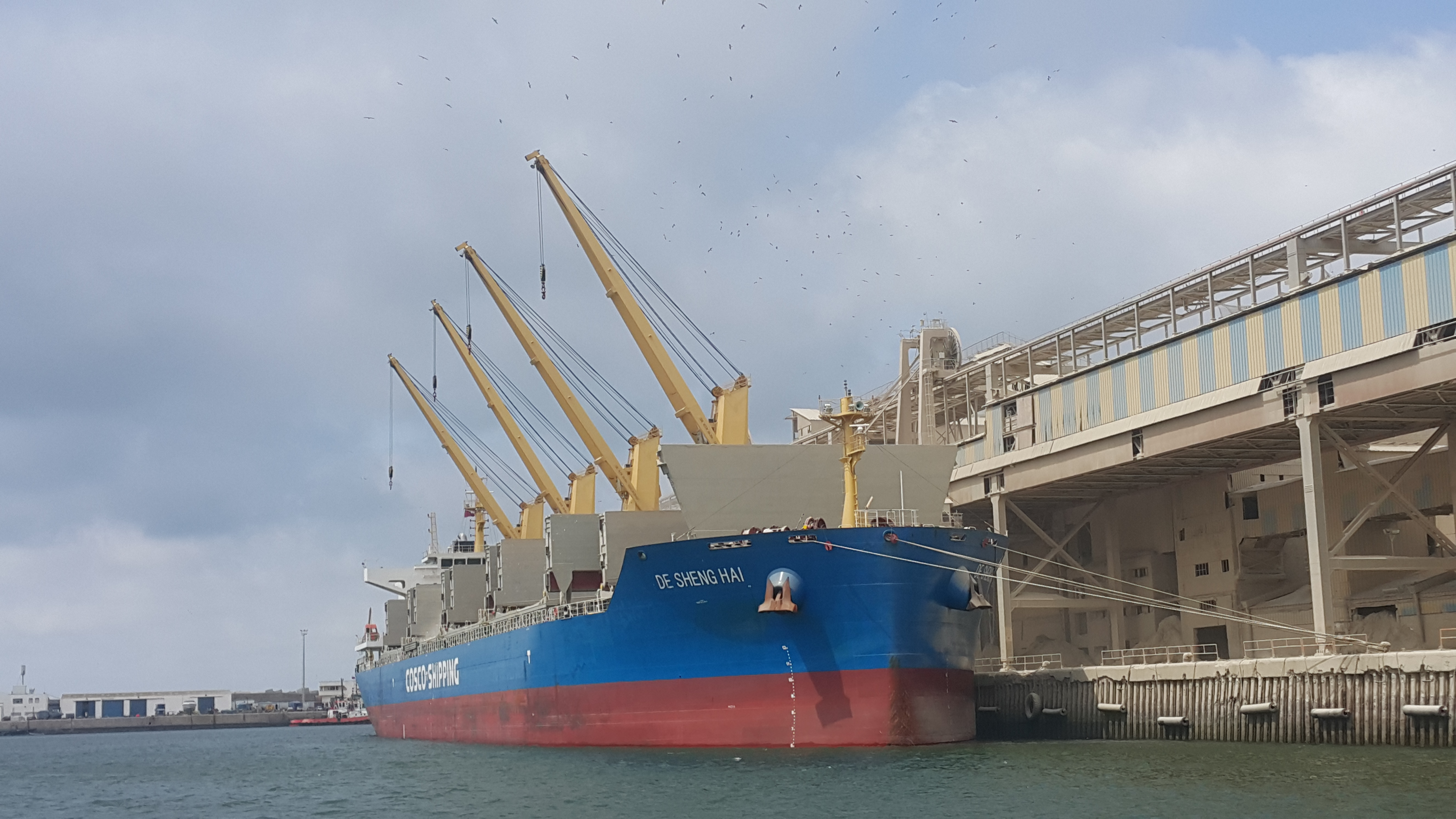
Сухогруз COSCO Shipping
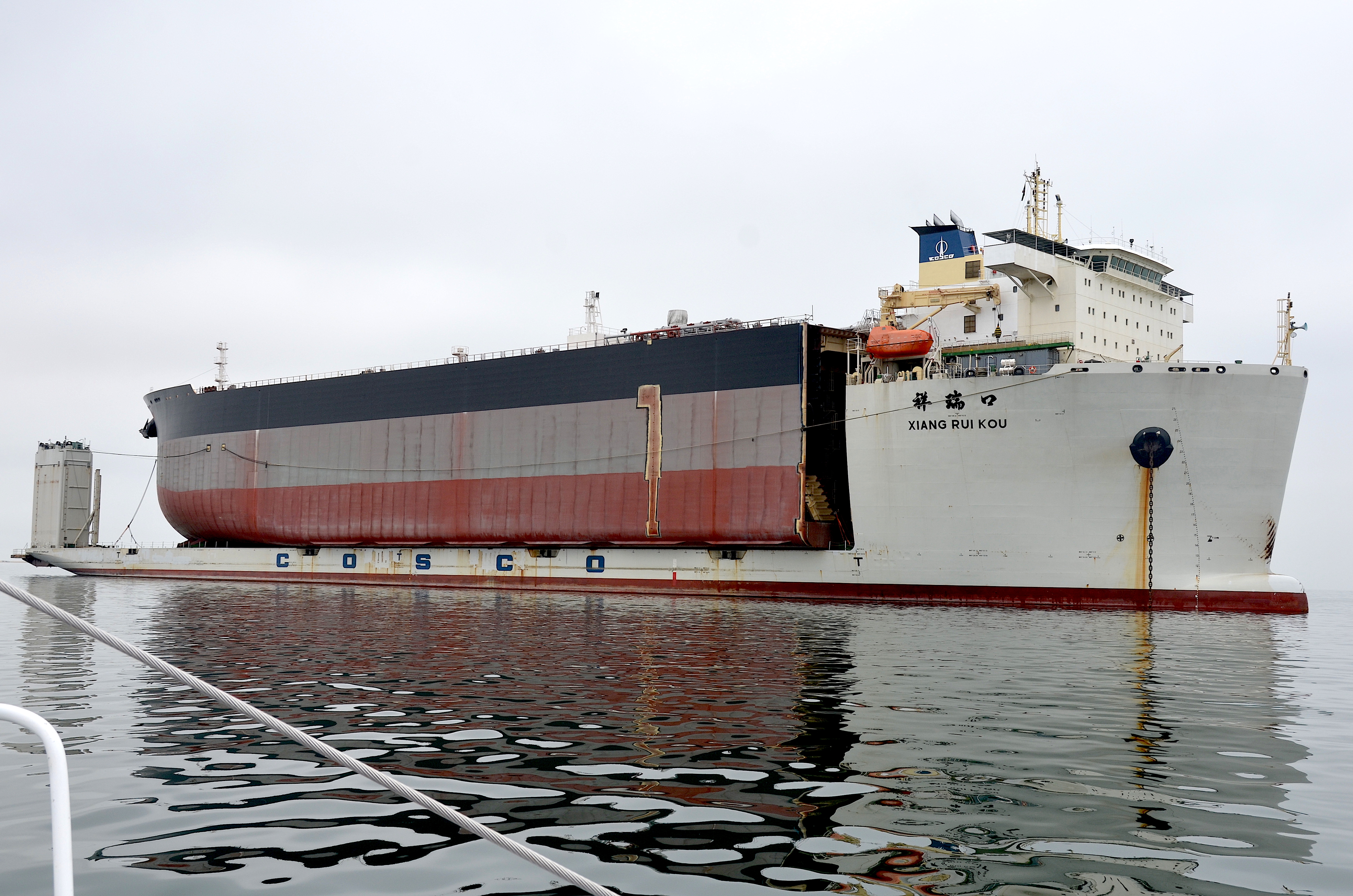
Доковое судно COSCO Shipping
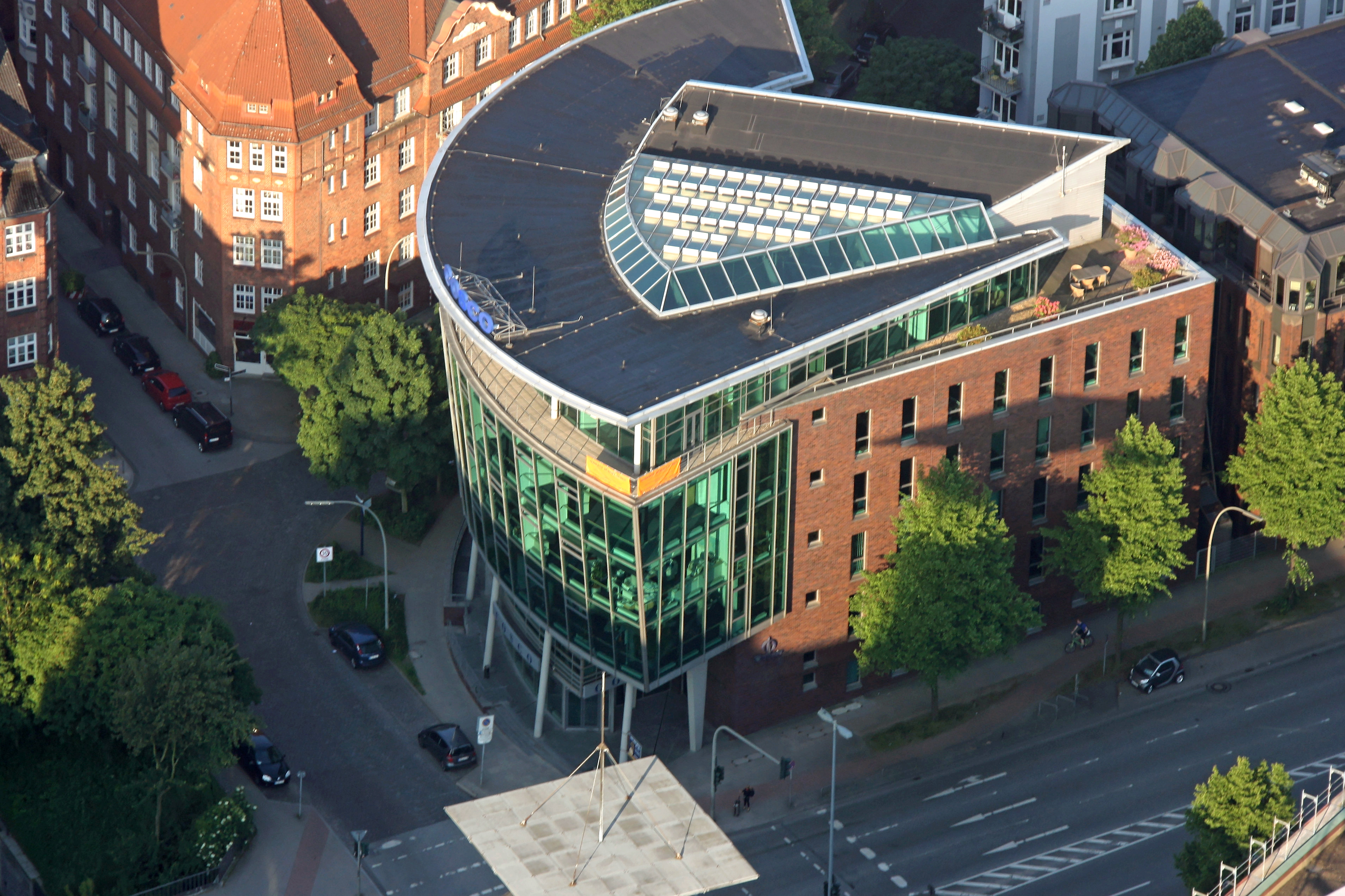
Офис в Гамбурге
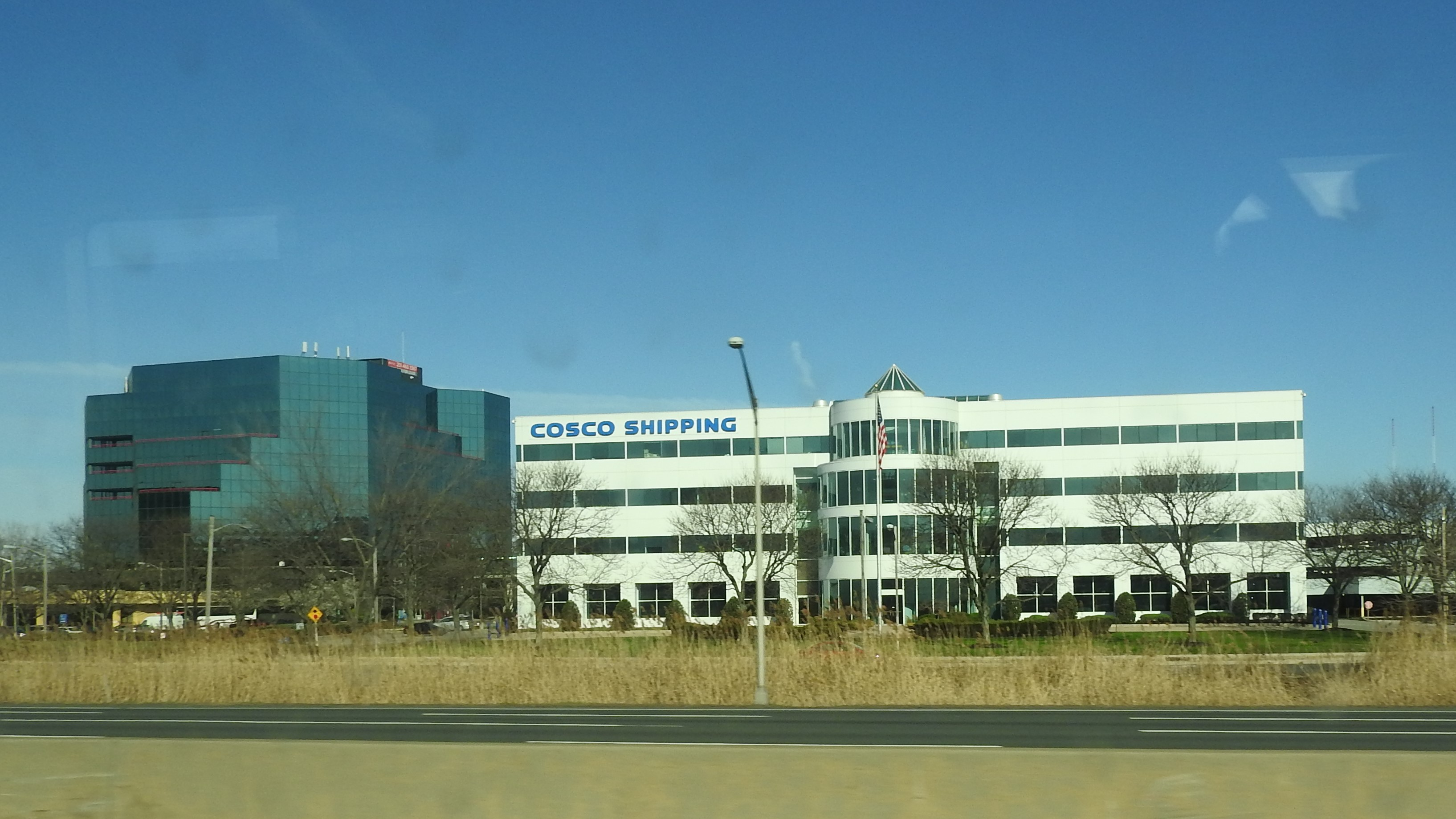
Офис в США
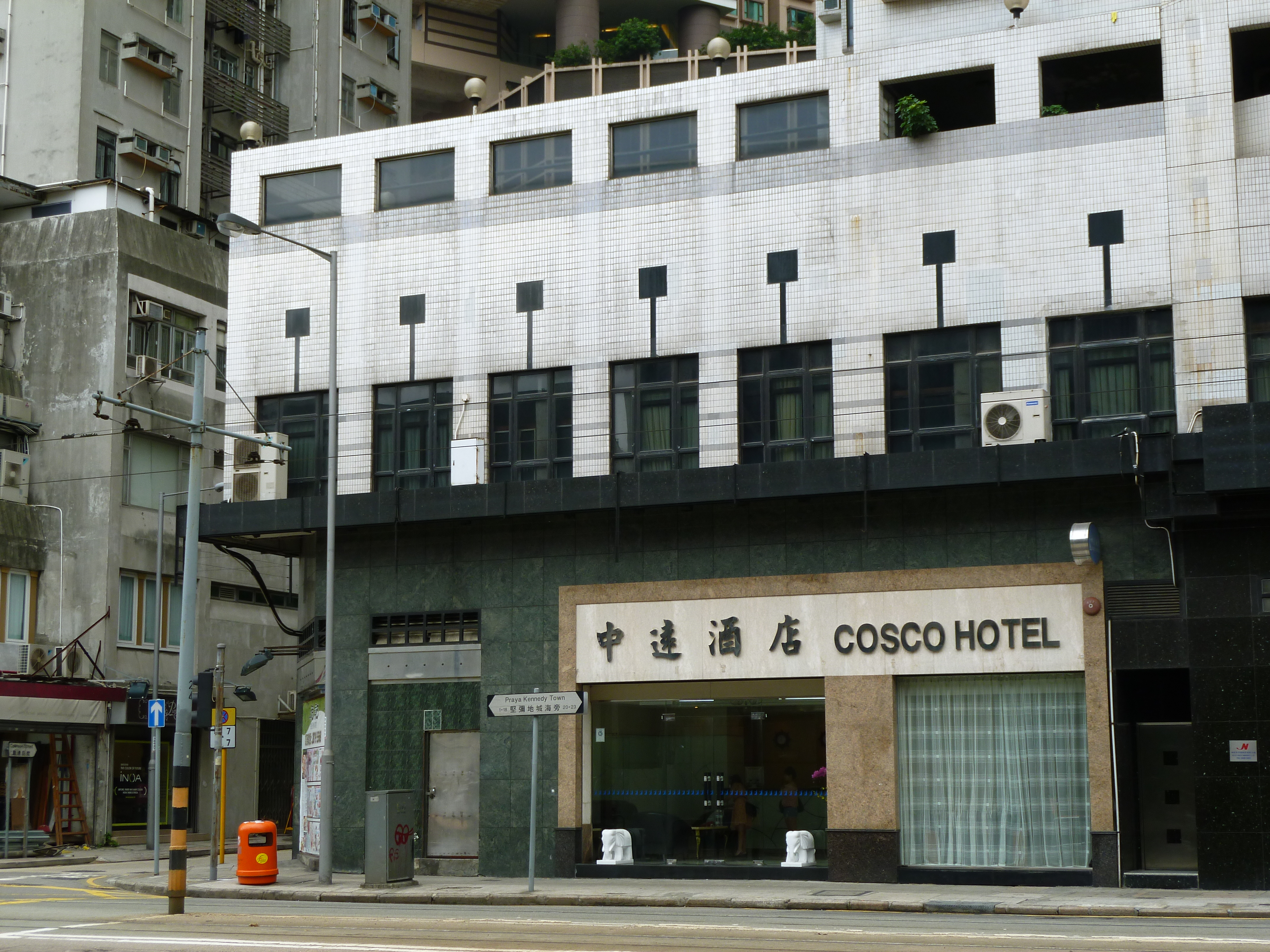
Отель COSCO в Гонконге